# Pentagastrin
Pentagastrin (tên thương mại Peptavlon) là một polypeptide tổng hợp có tác dụng như gastrin khi được tiêm tĩnh mạch. Nó kích thích sự tiết axit dạ dày, pepsin và yếu tố nội tại, và đã được sử dụng như một trợ giúp chẩn đoán như xét nghiệm calcitonin kích thích pentagastrin.
Pentagastrin liên kết với thụ thể cholecystokinin-B, được thể hiện rộng rãi trong não. Kích hoạt các thụ thể này kích hoạt hệ thống truyền tin thứ hai phospholipase C. Khi tiêm tĩnh mạch nó có thể gây ra các cơn hoảng loạn.
Tên hóa học IUPAC của Pentagastrin là "N-((1,1-dimethylethoxy)carbonyl) -beta-alanyl-L-tryptophyl-L-methionyl-L-alpha-aspartyl-L-phenylalaninamide".

## Thử nghiệm kích thích Pentagastrin
Pentagastrin cũng được sử dụng như một thử nghiệm kích thích để nâng cao một số hormone, chẳng hạn như serotonin. Nó kích thích đỏ bừng và rất hữu ích trong việc đánh giá các bệnh nhân mô tả đỏ bừng mặt, nhưng có các dấu hiệu sinh hóa bình thường hoặc chỉ tăng nhẹ đối với hội chứng carcinoid.
Nó đã được sử dụng để kích thích niêm mạc dạ dày ngoài tử cung để phát hiện túi thừa Meckels bằng y học hạt nhân.

### Xét nghiệm calcitonin
Xét nghiệm calcitonin được kích thích bằng pentagastrin là xét nghiệm chẩn đoán ung thư biểu mô tuyến tủy (MTC). MTC là một khối u ác tính của các tế bào tiết calcitonin của tuyến giáp, và do đó MTC thường liên quan đến mức calcitonin tăng, nhưng mức độ tăng có thể không phải lúc nào cũng rõ ràng. Xét nghiệm calcitonin được kích thích bằng pentagastrin rất hữu ích trong trường hợp nghi ngờ MTC không liên quan đến calcitonin tăng. Ở những bệnh nhân này, tiêm pentagastrin sẽ khiến nồng độ calcitonin tăng đáng kể so với mức bình thường hoặc mức cơ bản. Sau khi phẫu thuật cắt tuyến giáp toàn bộ cho ung thư biểu mô tuyến tủy, giải phóng calcitonin được kích thích bằng pentagastrin có thể được sử dụng để phát hiện các tế bào C còn sót lại.